# Томас Бремер
Томас Бремер (Есен, Западна Немачка, 14. новембар 1957), римокатолички теолог и слависта.

## Биографија
Студирао је теологију римокатоличке цркве, славистику и класичну филологију на Лудвиг–Максимилијановом универзитету у Минхену, Вестфалском Вилхелмовом универзитету у Минстеру и Филолошком факултету Универзитета у Београду. Као научни сарадник Екуменског института Универзитета у Минстеру, 1990. године докторирао је с тезом „Еклезијална структура и еклезиологија у Српској православној цркви у XIX и XX веку“ и стекао звање доктора теологије. Од 1995. до 1999. био је извршни директор Немачког друштва за истраживање Источне Европе у Берлину, од 1999. професор за предмет Источне цркве и екуменска теологија на Екуменском институту Универзитета у Минстеру, од 2003. до 2005. декан Католичког теолошког факултета у Минстеру. Од 2011. до 2012. био је гостујући професор у Истраживачком центру „Имре Кертес“ на Универзитету „Фридрих Шилер“ у Јени. Био је више пута стипендиста и гостовао на универзитетима у САД, Финској, Шведској и Белорусији. Од 2009. уредник теолошког часописа „Theologische Revue“. Такође је један од издавача часописа „Una Sancta – Zeitschrift für ökumenische Begegnung“ (Una Sancta – часопис за екуменске сусрете). Члан је одбора часописа „Теме“ (Ниш), „Црква у свијету“ (Сплит), „Journal od Eastern Christian Studies“ (Најмеген, Холандија), „Religion in Eastern Europe“ (Принстон, САД), „Journal of Ecumenical Studies“ (Филаделфија, САД), „Государство, религия и церков в России за рубежом“ (Москва, Русија). Потписник је меморандума Црква 2011 – неопходност покретања (нем. Kirche 2011: Ein notwendiger Aufbruch), којим су католички теолози углавном из Немачке, Аустрије и Швајцарске истакли захтев за реформу Римокатоличке цркве као одговор на скандале сексуалног насиља међу немачким свештеницима.
Дугогодишњи је члан Извршног комитета Међународног савета за средњоевропске и источноевропске студије (International Council for Central and East European Studies – ICCEES), почасни је члан Одбора Немачког друштва за источноевропске студије (German Society for Eastern European Studies – DGO), радне групе „Источне цркве“ Немачке епископалне конференције и члан многих научних и црквених удружења и одбора.
У време југословенских ратова 1990-их година ХХ века активни је учесник иницијатива за помирење у земљама сукцесорима, како у верским заједницама, тако и у организацијама цивилног друштва. У тим иницијативама, као полиглота који течно говори и све језике народа бивше Југославије, посебно је био оријентисан на утицај историјског наслеђа на актуелне догађаје у тим земљама, обилазећи цео регион зараћених страна и дајући непристрасан суд о узроцима и последицама југословенских сукоба.
Преводио је критичке и књижевне текстове српских писаца, књижевних критичара и историчара на немачки језик (Владимир Арсенијевић, Драган Стојановић, Гојко Божовић и др.) и уредио више зборника о односу религије, друштва и политике, пре свега у Русији, Украјини и на Балкану.

## Научни допринос
Значајан је Бремеров научни допринос изучавању православних хришћанских цркава у Источној Европи, пре свега у Русији и на Балкану, утицаја религије на политичке процесе, као и теорије екуменских процеса. Објавио је бројне радове на тему православне цркве у Русији и Србији, истраживао однос религије и политике у источноевропским земљама, екуменске односе источних и западних цркава и утицај источних цркава и верских заједница у сукобима и ратовима у ХХ веку.

## Важнији радови

### Ауторски
- Ekklesiale Struktur und Ekklesiologie in der Serbischen Orthodoxen Kirche im 19. und 20. Jahrhundert, Würzburg : Augustinus-Verlag. 1992.  978-3-7613-0169-2.. (Издање на српском: Вера, култура и политика: еклезијална структура и еклезиологија у Српској православној цркви у XIX и XX веку /превела с немачког Дринка Гојковић, предговор Мирка Ђорђевића /, Ниш, „Градина“. 1997.  978-86-7129-184-2.).
- (са Џенифер Васмут/Jennifer Wasmuth) „Gott und die Welt. Kirche und Religion in Osteuropa“ („Бог и мир. Црква и вера у Источној Европи“). У: Manfred Sapper, Volker Weichsel, Margrit Breuer, Olga Radetzkaja (ур.): Glaubenssache. Kirche und Politik im Osten Europas (= Osteuropa. Jg. 59, H. 6). Berliner Wissenschafts-Verlag. .
- Kreuz und Kreml. Kleine Geschichte der orthodoxen Kirche in Russland. Herder, Freiburg (Breisgau) u. a. 2007.  978-3-451-29606-2. Друго издање 2016 (преведена на пет језика, у Србији под насловом: Крст и Кремљ: мала историја Православне цркве у Русији /са немачког превео Милутин Станисавац/, Београд, Алтера–Просвета. 2012.  978-86-6007-098-4.).
- Serbiens Weg in der Krieg (Пут Србије у рат; уредник са Небојшом Поповом и Хајнц-Гинтером Стобеом), Берлин, 1998 (немачко издање књиге Српска страна рата, уредник Небојша Попов).
- Churches in the Ukrainian Crisis (ур. са Андријем Кравчуком), New York, 2017.
- Kleine Geschichte der Religionen in Jugoslawien. Königreich – Kommunismus – Krieg (Кратка историја религија у Југославији. Краљевина – комунизам – рат). Herder, Freiburg (Breisgau), u. a. 2003.  978-3-451-28128-0..
- Serbien und seine Nachbarn (Србија и њени суседи), у часопису „Ost-West, Europäische Perspektiven“ – Hf. 4, 2008, стр. 253-259, ISSN 1439-2089.
- Еклезиологија Јустина Поповића /превела с немачког Дринка Гојковић/, у часопису „Освит“, год. 6, бр. 17/18 (1996), стр. 57-72, ISSN 0354-0952.
- Питање атеизма у новијој западној теологији, у часопису „Градина“, год. 32, бр. 9/10 (1997), стр. 122-127, ISSN 0436-2616.

### Као приређивач
- Religion und Nation. Die Situation der Kirchen in der Ukraine (= Schriften zur Geistesgeschichte des östlichen Europa. Bd. 27). Harrassowitz, Wiesbaden. 2003.  978-3-447-04843-9..
- Религија, друштво и политика: контроверзна тумачења и приближавања (зборник), Бон. 2002.  978-3-932535-64-2. (broš).

### Као издавач
Religion and nation. The Situation of the Churches in Ukraine (= Writings on the Spiritual History of Eastern Europe, Vol. Harrassowitz), Wiesbaden. 2003.  978-3-447-04843-9..